# Рут Елліс
Рут Елліс (англ. Ruth Ellis, до шлюбу Нільсон; 9 жовтня 1926 — 13 липня 1955, Ріл, Денбігшир, Велика Британія) — британська злочинниця, остання жінка у Великій Британії піддана смертній карі.
У підлітковому віці почала працювати в нічних клубах і мала різноманітні стосунки з чоловіками. Одним з них був Блейклі, гонщик, заручений з іншою жінкою. У Великдень, 10 квітня 1955 року, Елліс застрелила Блейклі біля пабу «Магдала» в Гемпстеді, Лондон. Її негайно затримали. На суді у червні 1955 року її визнали винною в умисному вбивстві та засудили до смертної кари. 13 липня повісили у в'язниці Голловей.

## Ранні роки
Народилася у Рілі, Денбігшир, Уельс, 9 жовтня 1926 року і була п'ятою з шести дітей. У дитинстві переїхала з родиною до Бейсінгстоку, графство Гемпшир, Англія. Її мати, Елізаберта (Берта) Геталс, була бельгійською біженкою, яка втекла під час війни. Батько, Артур Горнбі, був віолончелістом з Манчестера, який працював на атлантичних лайнерах. У реєстрі шлюбів зазначено, що Артур Горнбі одружився з Елізою Б. Геталс в Чорлтон-кум-Гарді 1920 року.
Брат-близнюк Артура, Чарльз, загинув 1928 року, зіткнувшись на велосипеді з паровозом. Мати знала, що її чоловік вчиняє фізичне та сексуальне насильство щодо старшої сестри Рут, Мюріель, але нічого не робила. Мюріель пояснювала бездіяльність матері її острахом: Артур, який погано поводився з нею боялася щось сказати. 14-річна Мюріель завагітніла від свого батька. Коли Рут виповнилося 11 років, Артур почав заглядатися на неї. Мюріель захищала сестру, часто виганяючи з дому, коли насувалася біда. Сестри ніколи відкрито не обговорювали сексуальне насильство батька.
До 1940 року якийсь час навчалася в школі для дівчат. Влаштувалася білетеркою у кінотеатрі в Редінгу. Тоді батько сам переїхав до Лондона, влаштувавшись шофером в компанії з виробництва ліфтів Porn & Dunwoody Ltd. 1941 року Рут подружилася з Едною Терві, дівчиною свого старшого брата Джуліана, який приїхав у відпустку від Військово-морських сил. Една познайомила Рут з тим, що Мюріель пізніше назвала «швидким життям». Рут з Едною переїхали до Лондона і почали жити з Артуром. Він жорстоко поводився з Рут, поки не завів роман з Едною. Берта несподівана приїхала і застукала їх у ліжку, роман припинився. Берта одразу переїхала до Лондона.
1944 року Рут завагітніла від Клер Андреа Маккаллума, одруженого канадського солдата. Її поклали в стаціонар у Гілсленді, Камберленд. 15 вересня народила сина Клер Андреа (Енді) Нейлсона. Батько дитини перестав надсилати гроші приблизно через рік після пологів. Енді жив з Бертою. Рут підтримувала сина, працюючи на кількох роботах.

## Кар'єра
Наприкінці 1940-х років влаштувалася до нічного клубу в Гемпстеді, працюючи оголеною моделлю, за що їй платили значно більше, ніж на попередніх роботах. Морріс Конлі, її менеджер у клуб на Дюк-стріт, шантажувати своїх співробітниць, щоб вони переспали з ним. На початку 1950-х років Рут заробляла гроші, надаючи повний спектр послуг у сфері ескорту. Згодом завагітніла від свого постійного клієнта.
8 листопада 1950 року вийшла заміж за 41-річного Джорджа Джонстона Елліса, розлученого стоматолога з двома синами, в Тонбріджі, графство Кент. Чоловік був жорстоким і властолюбним алкоголіком, який був переконаний, що у нової дружини роман на стороні. Рут кілька разів залишала його, але знову поверталася. 1951 року народила дочку Джорджину, але чоловік відмовився визнати батьківство. Невдовзі вони розійшлися, а пізніше розлучилися.
1951 року, на четвертому місяці вагітності, Рут з'явилася як королева краси у фільмі «Леді Годіва знову в сідлі». Після розлучення повернулася до проституції, переїхавши до батьківського житла з донькою.

## Вбивство
1953 році стала менеджером нічного клубу у Найтсбриджі. У той час вона постійно отримувала дорогі подарунки від шанувальників і мала низку знаменитих друзів. Гонщик Майк Готорн познайомив її з на три роки молодшим за неї Девідом Блейклі. Блейклі навчався у Сандгерсті, часто сідав за кермом у нетверезому стані. За кілька тижнів він переїхав до квартири Рут, попри заручини з іншою жінкою, Мері Доусон. Рут завагітніла вчетверте, але зробила другий аборт, не відчуваючи взаємних почуттів до Блейклі.
Рут почала зустрічатися з Дезмондом Кассеном, колишнім пілотом ПС Великої Британії, який у роки Другої світової війни керував бомбардувальниками Lancaster, а після служби влаштувався бухгалтером. Він очолив сімейне підприємство Cussen & Co. з гуртового та роздрібного продажу тютюну з торговельними точками в Лондоні та Південному Уельсі. Рут переїхала до Кассена. Однак продовжувала стосунки з Блейклі, який став поводитись жорстокіше. Блейклі зробив їй пропозицію і вона погодилась. У січні 1955 року у неї стався викидень після того, як він під час сварки вдарив її кулаком у живіт.

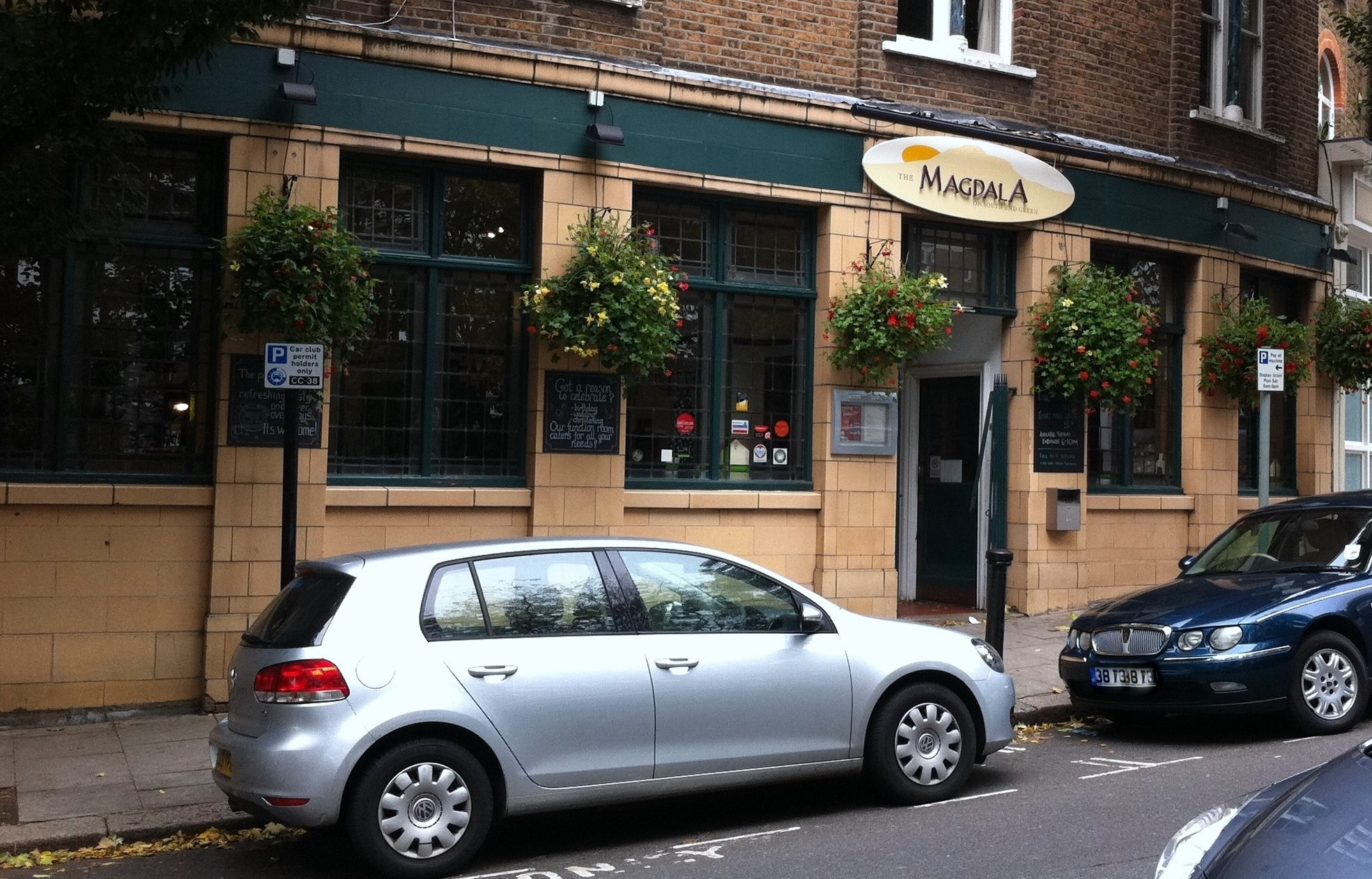
Паб «Магдала» 2008 рік. Дві «кульові дірки» в стіні внизу ліворуч просвердлила власниця пабу у 1990-х роках.

На Великдень, 10 квітня 1955 року, Рут взяла таксі від будинку Кассена до квартири, де, як вона підозрювала, міг перебувати Блейклі. Вона приїхала, машина Блейклі щойно поїхала, тож Рут заплатила за таксі та пройшла 400 м пішки до пабу «Магдала», біля якого стояв припаркований автомобіль Блейклі.
Близько 21:30 з'явився Блейклі зі своїм другом Клайвом Ганнеллом. Блейклі пройшов повз Рут, яка чекала на тротуарі. Коли Блейклі шукав ключі від свого автомобіля, Рут дістала зі своєї сумочки револьвер Smith & Wesson Victory Model калібру .38 і вистрілила п'ять разів у Блейклі. Перший постріл був невдалим. Рут переслідувала Блейклі, коли той почав бігати навколо машини. Від другого пострілу він впав на тротуар. Вона стала над ним і вистрілила тричі, залишивши порохові опіки на шкірі.
Вистрілила вшосте в землю. Куля рикошетом поранила Гледіс Юл, перехожу, яка втратила великий палець правої руки.

## Суд
Рут попросила Ганнелла викликати поліцію, але її одразу затримав черговий поліціянт, який почув, як вона сказала: «Я винна, я трохи заплуталася». Тіло Блейклі доправили до лікарні з численними смертельними ранами кишківника, печінки, легенів, аорти та трахеї. Револьвер зараз перебуває в Музеї злочинності міської поліції.
У поліційній дільниці Гемпстеда Рут мала спокійний вигляд та явно не перебувала під впливом алкоголю чи наркотиків. Наступного дня, 11 квітня, вона постала перед магістратським судом, і її взяли під варту. Рут двічі обстежив головний медичний працівник, Пенрі Вільямс, який не знайшов психічні відхилення; електроенцефалографія від 3 травня не виявила жодних відхилень. Рут також оглянули психіатр Дункан Віттакер для захисту та Александр Далзелл від імені гоум-офісу, які також не знайшли ознак божевілля.
20 червня 1955 року постала в суді в Олд-Бейлі, Лондон, у справі головував суддя Сесіл Гаверс. На ній був чорний костюм і біла шовкова блузка зі свіжо висвітленим і зачісаним світлим волоссям. Її захисники, Обрі Мелфорд Стівенсон, Себагом Шоу та Пітер Роулінсон, висловили стурбованість її зовнішністю.
Єдине, що запитав прокурор Крістмас Гамфріс: «Що ви хотіли, коли стріляли з револьвера з близької відстані в тіло Девіда Блейклі?». Вона відповіла: «Це очевидно, коли я стріляла в нього, я мала намір його вбити». Це гарантувало обвинувальний вирок і смертну кару. Присяжним знадобилося двадцять хвилин, щоб засудити її.

## Відтермінування рішення
До страти перебувала у в'язниці Голловей. Матері повідомила, що не хоче відтерміновувати її смертну кару. Однак, за наполяганням родичів, соліситор Джон Бікфорд написав листа міністру внутрішніх справ Гвіліму Ллойду Джорджу, в якому вказав підстави для відтермінування. Міністр відхилив прохання. Рут звільнила Бікфорда (якого обрав Куссен) і попросила зустрітися з Леоном Сіммонсом, клерком повіреного Віктора Мішкона (чия юридична фірма раніше представляла її інтереси в шлюборозлучному процесі). Сіммонс і Мішкон відвідали Бікфорда, який закликав їх запитати її, де вона взяла пістолет.
12 липня 1955 року, за день до її страти, Мішкон і Сіммонс зустрілися з Рут, яка хотіла скласти заповіт. Рут розповіла, що Кассен дав їй пістолет і навчив його використовувати на вихідних перед вбивством. Але просила не використовувати інформацію для відтермінування, проте Мішкон відмовився. Також додала, що Кассен відвіз її на місце вбивства. Після двогодинної розмови Мішкон і Сіммонс пішли до Міністерства внутрішніх справ. Постійного секретаря, Френка Ньюсама, викликали до Лондона і наказали голові Департаменту кримінальних розслідувань перевірити слова Рут. Пізніше Ллойд Джордж сказав, що поліція провела значне розслідування, але це не вплинуло на вирок, і фактично посилило провину Рут, показавши, що вбивство було навмисним. Також зазначив, що поранення перехожого було вирішальним у рішенні: «Ми не можемо, щоб люди стріляли з вогнепальної зброї на вулиці! Поки я був міністром внутрішніх справ, я був сповнений рішучості забезпечити людям можливість пересуватися вулицями, не боячись куль».
В останньому листі до батьків Блейклі з в'язниці Рут написала: «Я завжди любила вашого сина, і я помру, люблячи його».

## Страта

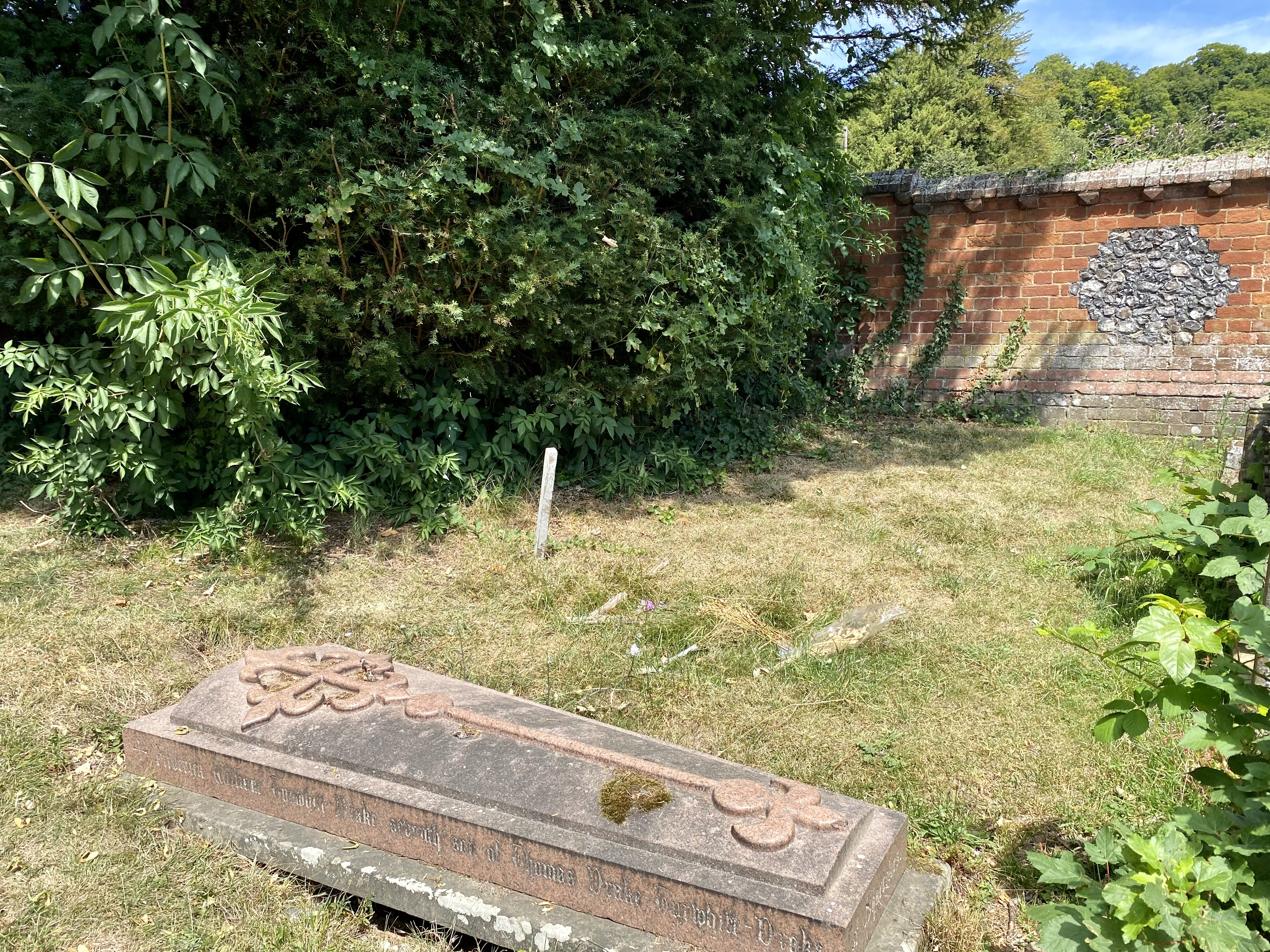
Місце безіменної могили Елліс на цвинтарі Святої Марії, Амершам, липень 2022 року.

Єпископ Степні Йост де Бланк відвідав Рут перед стратою. Близько 9 ранку 13 липня кат Альберт П'єрпойнт з помічником увійшов до камери та відвели її до кімнати страт, де її повісили. Через фальшивий дзвінок до в'язниці була короткочасна затримка. Абонент стверджував, що є особистим секретарем Ллойда Джорджа, і що виконання вироку відклали. Начальник в'язниці Чаріті Тейлор витратила шість хвилин на телефонний дзвінок до Міністерства внутрішніх справ, щоб спростувати інформацію. Тому страта відбулась о 9:01 ранку замість запланованої 9. Як і знаряддя вбивства, петля зберігається у Музеї злочинності міської поліції. За звичаєм її поховали в безіменній могилі на території в'язниці Голловей.
На початку 1970-х років останки страчених жінок у Голловеї ексгумували для перепоховання. На прохання сина і найближчого родича, Енді, останки Рут перепоховали на цвинтарі церкви Святої Марії в Амершамі, Бакінгемшир. На її надгробку написано «Рут Горнбі 1926—1955».

## Реакція громадськості та спадщина
Справа Рут викликала широку полеміку і жвавий інтерес преси та громадськості до того, що її обговорювали в Кабінеті міністрів. Вона стала останньою жінкою, яку стратили у Великій Британії. Тодішній прем'єр-міністр Ентоні Іден не згадував про цей випадок у своїх мемуарах і в документах. Визнав, що за це рішення відповідав міністр внутрішніх справ, але є ознаки, що це його непокоїло. Петицію до Міністерства внутрішніх справ з проханням про помилування підписали 50 тисяч осіб, але її відхилили.
У день страти оглядач Кассандра з «Дейлі міррор» критикувала вирок: «Їй відмовили в тому, що приносить людству положення і гідність і підіймає нас над звірами — в жалі та надії на остаточне спокутування». Британська кінохроніка «Пате-журнал» відкрито поставила під сумнів, чи є місце смертній карі у XX столітті. Письменник Реймонд Чандлер, який тоді жив у Великій Британії, написав гострого листа до «Івнінг стандарт» покликаючись на те, що він назвав «середньовічною дикістю закону».
Цей випадок посилив підтримку скасування смертної кари, яка була призупинена на практиці за вбивство у Великій Британії через десять років (остання страта у Великій Британії відбулася 1964 року). На той час відтермінування була звичним явищем: згідно з одним статистичним звітом, між 1926 і 1954 роками в Англії та Уельсі до смертної кари засудили 677 чоловіків і 60 жінок, але страчено лише 375 чоловіків і 7 жінок. На початку 1970-х років Бікфорд розповів міській поліції, що Кассен сказав йому 1955 року, що Елліс брехала на суді. Поліція почала розслідування, але жодних дій щодо Кассена не вживали.

### Сім'я після страти
Колишній чоловік Рут, Джордж Елліс, покінчив життя самогубством, повісившись у готелі на Джерсі 2 серпня 1958 року. 1969 року її мати, Берту, знайшли непритомною в заповненій газом кімнаті в своїй квартирі в Гемпстеді. Вона не одужала повністю до кінця життя і більше не говорила зв'язно.
Син Рут, Енді, 1982 року покінчив життя самогубством у квартирі, невдовзі після осквернення її могили. Суддя, Сесіл Гаверс, щороку надсилав гроші на утримання Енді, а Крістмас Гамфріс, представник обвинувачення на процесі над Рут, оплатив його похорон. Її дочка Джорджина, виховувалась у прийомній сім'ї, коли її батько заподіяв собі смерть. Вона з'явилася на телевізійній дискусійній програмі «After Dark». Померла 2001 року від раку у 50 років.

### Кампанія помилування
2003 року Комісія з перегляду кримінальних справ повернула справу Рут до Апеляційного суду. Суд відхилив апеляцію, але дав зрозуміти, що може переглянути рішення лише на основі закону, який діяв 1955 року, а не те, чи слід було її стратити. Суд критикував те, що він був зобов'язаний розглянути апеляційну скаргу:
Ми хотіли б зробити ще одне зауваження. Ми маємо поставити під сумнів, чи розгляд апеляції через такий довгий час після події, коли сама пані Елліс свідомо й навмисно вирішила не подавати апеляцію, є розумним використанням обмежених ресурсів апеляційного суду. У будь-якому випадку місис Елліс скоїла серйозний кримінальний злочин. Таким чином, ця справа значно відрізняється від такої справи, як Ганратті [2002] 2 Cr App R 30, де питання полягало в тому, чи була абсолютно невинна особа засуджена за вбивство. Злочин такого масштабу, якби він стався, навіть сьогодні міг би стати предметом загального занепокоєння, але в цьому випадку не було сумніву, що місис Елліс була не вбивцею, а єдиною проблемою був точний злочин, у якому вона була винна. Якби ми не були зобов’язані розглядати її справу, ми б, мабуть, за наявний час мали справу з 8-12 іншими справами, більшість із яких стосувалися б людей, які, як кажуть, помилково перебували під вартою.
У липні 2007 року на вебсайті Даунінґ-стріт, 10 опублікували петицію з проханням до прем'єр-міністра Гордона Брауна переглянути справу Елліс і надати їй помилування у світлі нових доказів, які присяжні на її суді не розглянули. Термін сплив 4 липня 2008 року.

## Кіно, телевізійні та театральні адаптації
1980 року у третьому епізоді драматичного серіалу ITV «Lady Killers» відтворено судову справу, у якій Елліс зіграла Джорджина Гейл.
У фільмі 1985 року «Танець з незнайомцем» режисера Майка Ньюелла роль Елліс виконала Міранда Річардсон. Сценарій написала Шила Ділейні.
Історія Елліс, а також ката Альберта Пірпойнта показувалась у п'єсі «Слідуй за мною», написаній Россом Герні-Рендаллом і Дейвом Маунфілдом у постановці Гая Мастерсона. Прем'єра відбулася в у рамках Единбурзького фестивалю Фріндж 2007 року.
У фільмі «Пірпойнт» (2006) Елліс зіграла Мері Стоклі.
Діана Дорс, яка зіграла головну роль у фільмі «Леді Годіва знову в сідлі», в якому Елліс зіграла другорядну роль, не вказану в титрах, зіграла персонажа, схожого на Елліс (хоча й не основаного на ньому) у британському фільмі 1956 року «Поступитися ночі» режисера Джона Лі Томпсона.
Цей випадок став основою для п'єси Аманди Віттінгтон «Трипет кохання». Прем'єра відбулася в театрі New Vic Theatre, Ньюкасл-андер-Лайм, у лютому 2013 року, а потім ставилася у театрі St James Theatre у Лондоні з Фей Кастелоу в головній ролі. Максін Пік зіграла Елліс в адаптації п'єси Віттінгтон, яка транслювалася 5 листопада 2016 року на BBC Radio 4.
Життя Елліс стало джерелом натхнення для створення музичної п'єси Люсі Ріверс «Клуб грішників». Спільна постановка з Theatre Clwyd, прем'єра якої відбулася у лютому 2017 року.
Історія Елліс надихнула на написання опери «Entanglement» 2015 року композитора Шарлотту Брей.
Справу повторно розглянув режисер Джилліан Пачтер у документальному серіалі BBC Four 2018 року «Файли Рут Елліс: Дуже британська історія злочинів». У фільмі припускається, що Елліс зазнала домашнього насильства з боку Блейклі, і що зброю міг дати Кассен, який також керував таксі, яке відвезло Еллі до пабу «Магдала».
У фіналі 1 сезону «Смертоносних жінок» Рут Елліс зіграла Карісса Сінглтон, а жертву вбивства Девіда Блейклі — Джиммі Ашнер.
2023 році акторка Карлі Гелс написала та зіграла у сольній виставі «Now You See Me» за мотивами біографії Рут Елліс. Показ відбувся в рамках подвійному спектаклі «Приховані історії», представленого театральною компанією The Plays The Thing.
У червні 2023 року ITV оголосив, що створить окрему адаптацію біографії Елліс, яка ґрунтуватиметься на книзі письменниці справжніх злочинів Керол Енн Лі «Вдалий день для повішення: справжня історія Рут Елліс», де Елліс зіграє Люсі Бойнтон. Спочатку адаптація отримала назву «Рут», але пізніше її перейменувала на «Жорстоке кохання: Історія Рут Елліс».